# Edward Knoblock
Edward Knoblock, pseudonimo di Edward Gustav Knoblauch (New York, 7 aprile 1874 – Londra, 19 luglio 1945), è stato un commediografo e scrittore statunitense naturalizzato britannico.

## Biografia

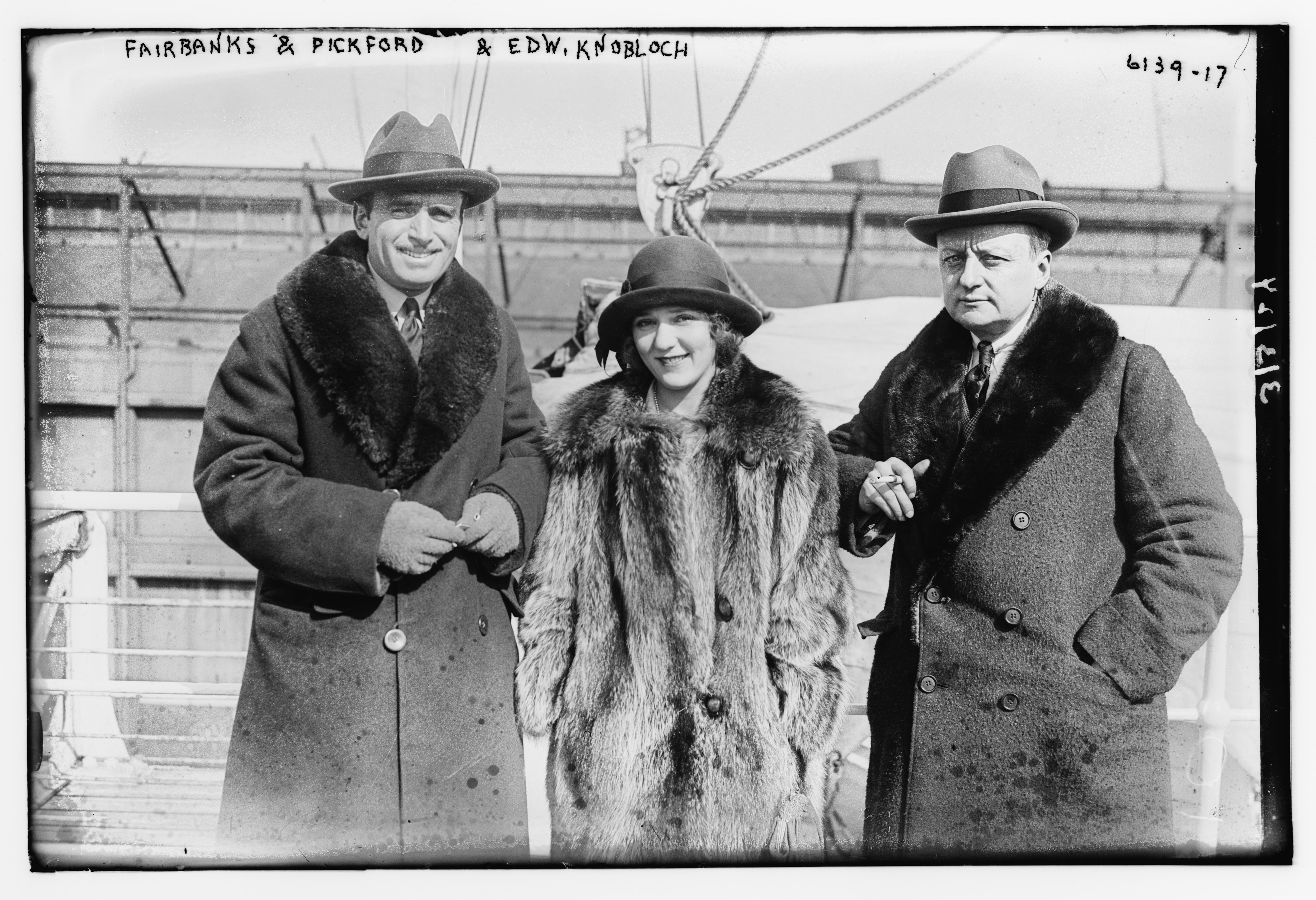
Fairbanks e Pickford con Edward Knobloch, nel 1900

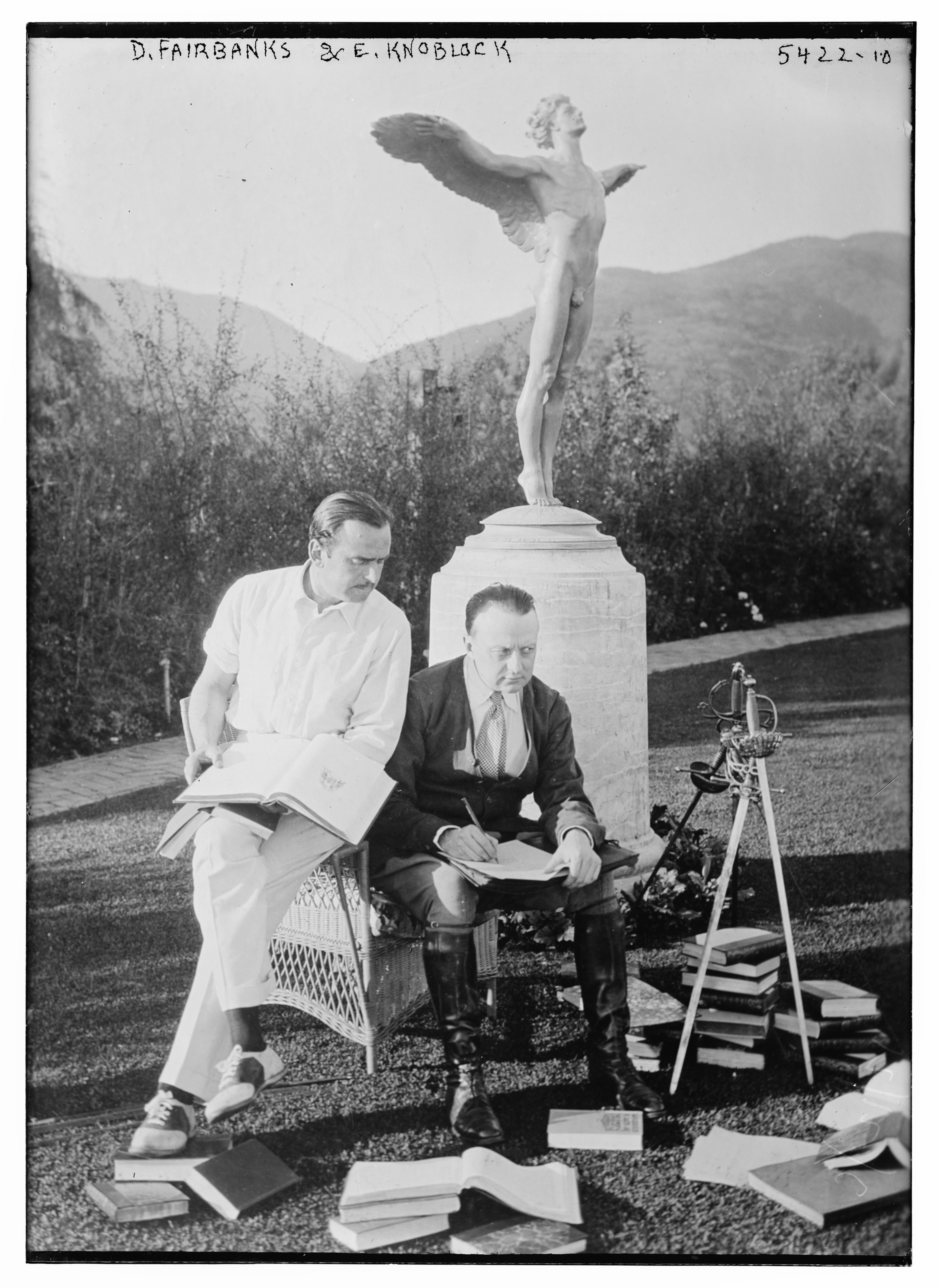
Fairbanks ed Edward Knoblock, nel 1921

Knoblock fu il quarto degli undici figli di Charles Knoblauch, un ricco uomo d'affari e di Gertrud Wiebe, una musicista, entrambi di origine tedesca.
Si avvicinò all'arte già all'età di quattro anni imparando a suonare il pianoforte.
L'infanzia di Knoblock fu contraddistinta dai lutti familiari: sua madre morì quando lui aveva sei anni e anche il padre, che si era risposato nel 1885, perì due anni dopo.
La matrigna condusse i figli di Charles in Germania, dove inizialmente Knoblock si dedicò alla carriera musicale come pianista, ma in seguito la passione per lo strumento scemò e quindi seguì con attenzione i corsi di studio, in Germania e in un secondo tempo negli Stati Uniti d'America, come architetto.
Successivamente si iscrisse alla Università di Harvard, laureandosi nel 1896, prima di trasferirsi in Europa, a Parigi e a Londra.
Knoblock fu allievo dell'educatore e insegnante teatrale George Pierce Baker (1866-1935).
Agli esordi della carriera di commediografo, Knoblock ebbe contatti con Henry Irving, Herbert Beerbohm Tree, George Bernard Shaw, che nel 1899 lo fece lavorare nella prima produzione di You Never Can Tell.
Nel 1906, Knoblock mise in scena la sua prima opera teatrale, The Shulamite, che risultò un buon successo sia a New York sia a Londra.
Knoblock si distinse per la diffusione della moda dei drammi di ispirazione orientaleggiante, come Kismet (1911), elegante storia fantastica ambientata a Baghdad, che risultò il suo più grande successo.
L'anno seguente assieme ad Arnold Bennett realizzò Milestones ("Pietre miliari").
Durante la prima guerra mondiale, nel 1914, diventò un cittadino britannico naturalizzato, collaborò con il Secret Intelligence Service con il grado di capitano, e nel 1917 acquistò la Beach House a Worthing.
Knoblock si schierò con l'esercito repubblicano in Spagna e durante la guerra civile spagnola ospitò alla Beach House i bambini evacuati dalle loro case nella provincia basca di Biscaglia.
Nel primo dopoguerra Knoblock alternò la sua permanenza tra Londra e Hollywood, dove collaborò con la compagnia cinematografica di Douglas Fairbanks e Mary Pickford, lavorando ai film Rosita (1923) e Il ladro di Baghdad (1924).
Knoblock si può menzionare anche per la drammatica e geniale storia di My Lady's Dress ("L'abito della mia signora", 1914), basate sulla esposizione della storia degli ultimi tre secoli; la dolcissima fiaba Marie-Odile (1915); le commedie Mumsie (1927) e Speakeasy (1929); la riduzione di un popolare romanzo di Vicki Baum intitolato Grand Hotel (1931), che fu messiscena con successo a lungo a Broadway e ricevette una trasposizione cinematografica; Evensong (1932), con Beverley Nichols; The Edwardians (1937), con Vita Sackville-West.
Scrisse, durante la sua carriera, complessivamente una quarantina di commedie e molte sceneggiature.
Edward Knoblock era molto affezionato a sua sorella, Gertrude Knoblauch, nota scultrice, che lo ha curato durante la sua lunga malattia.
Morì a Londra, nella casa di sua sorella, il 19 luglio 1945 all'età di settantun anni.

## Filmografia

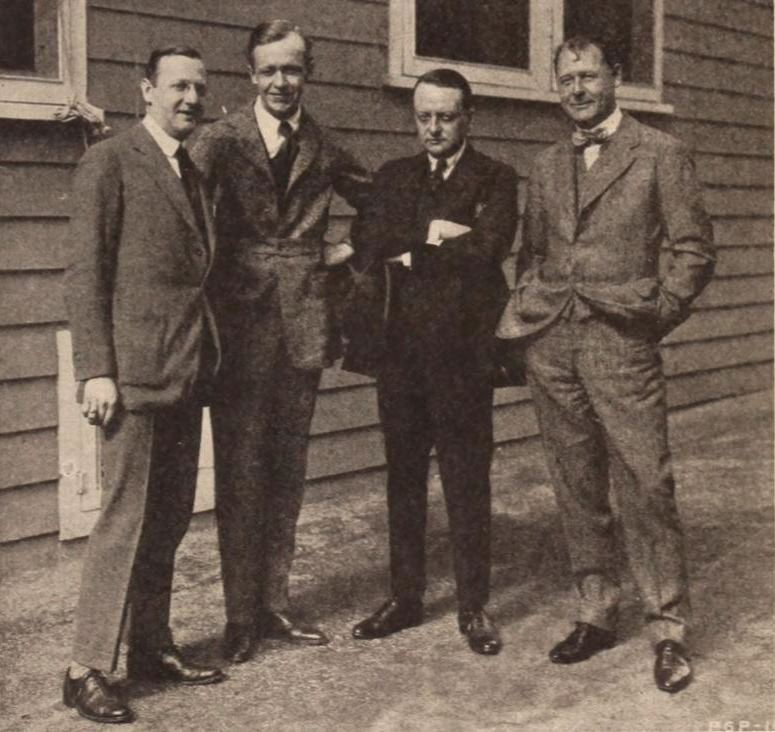
Jesse L. Lasky, i drammaturghi Avery Hopwood e Edward Knoblock, l'attore Robert Loraine, il 18 dicembre 1920

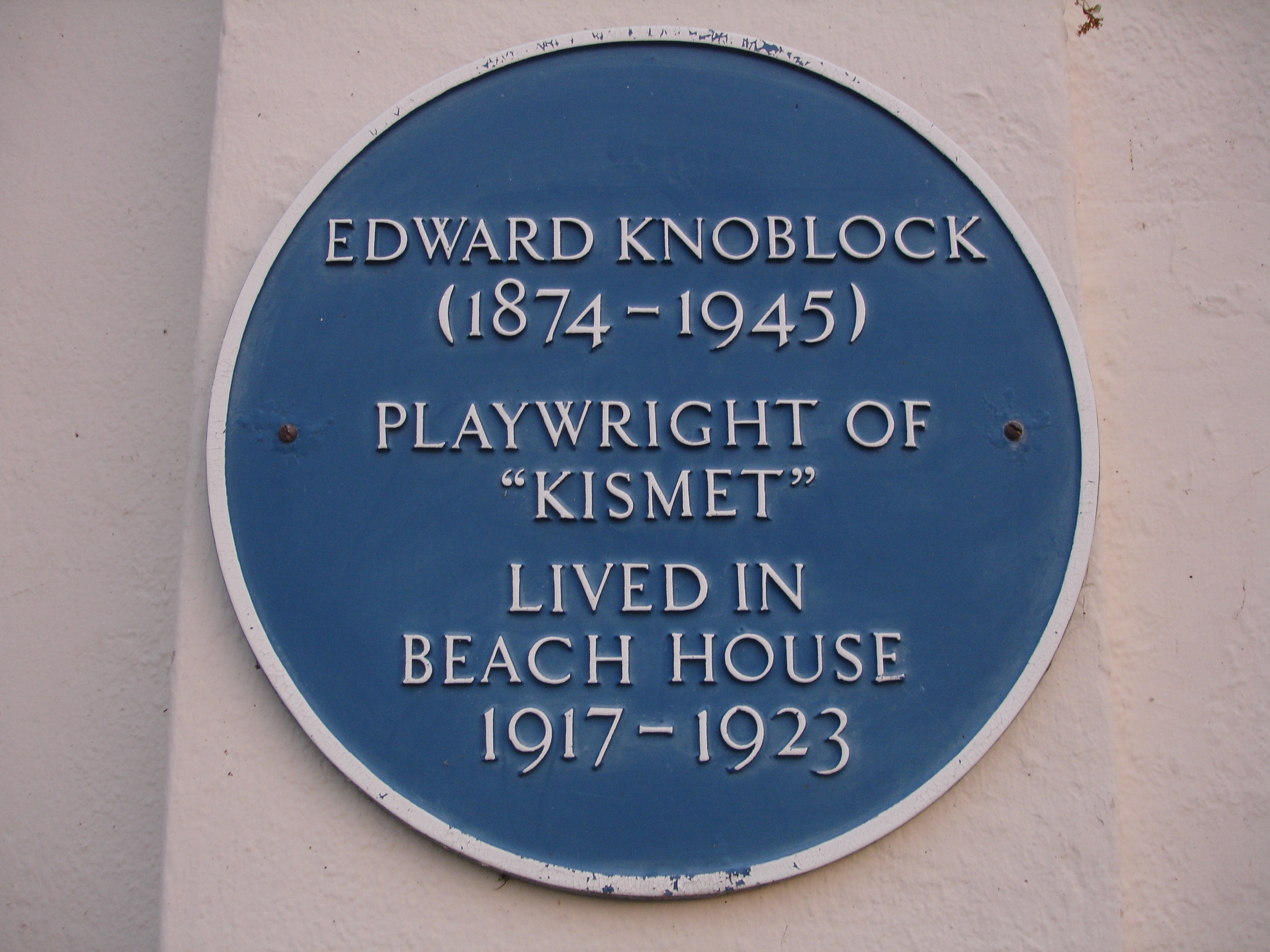
Targa commemorativa di Edward Knoblock

Film e telefilm scritti da Edward Knoblock o adattati da una delle sue opere:
- Kismet, regia di Leedham Bantock - cortometraggio (1914)
- The Shulamite, regia di George Loane Tucker (1915)
- Milestones, regia di Thomas Bentley (1916)
- My Lady's Dress, regia di Alexander Butler (1917)
- Faun, regia di Korda Sándor (Alexander Korda) (1918)
- Milestones, regia di Paul Scardon (1920)
- Kismet, regia di Louis J. Gasnier (1920)
- Blind Wives, regia di Charles Brabin (1920)
- The Headmaster, regia di Kenelm Foss (1921)
- The Lost Romance, regia di William C. de Mille (1921)
- Appearances, regia di Donald Crisp (1921)
- I tre moschettieri (The Three Musketeers), regia di Fred Niblo (1921)
- La bella Sulamita (Under the Lash), regia di Sam Wood (1921)
- Robin Hood, regia di Allan Dwan (1922)
- Rosita, regia di Ernst Lubitsch e, non accreditato, Raoul Walsh (1923)
- The Marriage Maker, regia di William C. de Mille (1923)
- Mumsie, regia di Herbert Wilcox (1927)
- Rivincita (Speakeasy), regia di Benjamin Stoloff (1929)
- Ecco l'amore! (Love Comes Along), regia di Rupert Julian (1930)
- Knowing Men, regia di Elinor Glyn (1930)
- Il mendicante di Bagdad (Kismet), regia di John Francis Dillon (1930)
- Kismet, regia di Wilhelm Dieterle (William Dieterle) (1931)
- Il fallo di Madelon Claudet (The Sin of Madelon Claudet), regia di Edgar Selwyn (1931)
- Men of Steel, regia di George King (1932)
- The Good Companions, regia di Victor Saville (1933)
- Il vagone rosso (Red Wagon), regia di Paul L. Stein (1933)
- Chu-Chin-Chow, regia di Walter Forde (1934)
- Evensong, regia di Victor Saville (1934)
- Gentiluomo dilettante - Il nuovo Robin Hood (The Amateur Gentleman), regia di Thornton Freeland (1936)
- Ardente fiamma (Moonlight Sonata), regia di Lothar Mendes
- An Englishman's Home
- Kismet, regia di William Dieterle (1944)
- Dear Mr. Prohack, regia di Thornton Freeland (1949)
- Uno straniero tra gli angeli (Kismet), regia di Vincente Minnelli e Stanley Donen (1955)

### Televisione
- The Good Companions - film tv (1949)
- Milestones - film tv (1951)
- Kismet, regia di Bob Henry - film tv (1967)